# Vallehermoso
Vallehermoso és un municipi de l'illa de La Gomera, a les illes Canàries.

## Població
| Any  | Demografia | Densitat  |
| ---- | ---------- | --------- |
| 1960 | 8.406      | -         |
| 1991 | 2.876      | -         |
| 1996 | 2.716      | -         |
| 2001 | 2.798      | 25,66/km² |
| 2002 | 2.912      | -         |
| 2003 | 3.109      | 28.44/km² |
| 2004 | 3.200      | 29,33/km² |
| 2005 | 3.141      | 28,73/km² |

## Personatges de Vallehermoso
- Pedro García Cabrera: poeta
- Guillermo Ascanio Moreno: intel·lectual afusellat per ordre de Franco
- Manuel Mora Morales: escriptor i cineasta